# Cantone di Friville-Escarbotin
Il Cantone di Friville-Escarbotin è una divisione amministrativa dell'arrondissement di Abbeville.
A seguito della riforma complessiva dei cantoni del 2014 è passato da 9 a 24 comuni.

## Composizione
Prima della riforma del 2014 comprendeva i comuni di:
- Bourseville
- Fressenneville
- Friville-Escarbotin
- Nibas
- Ochancourt
- Tully
- Valines
- Vaudricourt
- Woincourt

Dal 2015 comprende i comuni di:
- Allenay
- Ault
- Béthencourt-sur-Mer
- Bourseville
- Brutelles
- Cayeux-sur-Mer
- Fressenneville
- Friaucourt
- Friville-Escarbotin
- Lanchères
- Méneslies
- Mers-les-Bains
- Nibas
- Ochancourt
- Oust-Marest
- Pendé
- Saint-Blimont
- Saint-Quentin-la-Motte-Croix-au-Bailly
- Tully
- Valines
- Vaudricourt
- Woignarue
- Woincourt
- Yzengremer